# Almino Afonso (Río Grande del Norte)
Almino Afonso es un municipio brasileño del estado de Rio Grande do Norte, localizado en la microrregión de Umarizal. De acuerdo con el IBGE, en el año 2010 su población era estimada en 4880.

## Historia
Inicialmente conocido como Caieira, en función de los depósitos de piedra caliza existentes en la región, el poblado se desarrolla a partir de la feria libre, frecuentada por los habitantes de las localidades vecinas. El actual núcleo habitacional se forma en torno a una capilla, construida por Florentina Nunes Amorim y Agostinho Fonseca, habitantes de la región.
En 1918, en homenaje al abolicionista y político potiguar nacido en el lugar, Almino Afonso, el poblado cambia su nombre. El 31 de diciembre de 1938, se torna distrito en función del Decreto Estatal n.º 603. Es elevado a la condición de municipio con la edición de la Ley Estatal n.º 912, el 24 de noviembre de 1953, siendo separado de Patu.

## Economía
De acuerdo con datos del IPEA del año 1996, el PIB era estimado en R$ 2,39 millones, siendo que 59,6% correspondía en las actividades basadas en la agricultura y en la ganadería, 2,7% a la industria y 37,7% al sector de servicios. El PIB per cápita era de R$ 447,04.
En 2002, conforme estimaciones del IBGE, el PIB había aumentado a R$ 10,935 millones y el PIB per capita a R$ 2.165,00.